# Czerna polana
Czerna polana (bułg. Черна поляна) – szczyt pasma górskiego Riła, w Bułgarii, o wysokości 2716 m n.p.m.